# Kommunaler Spitzenverband
Kommunale Spitzenverbände sind Zusammenschlüsse von kommunalen Gebietskörperschaften (Landkreise, Städte, Gemeinden) auf Bundes- bzw. Länderebenen:
- in Deutschland
  - Deutscher Städtetag
  - Deutscher Landkreistag (für die Landkreise)
  - Deutscher Städte- und Gemeindebund (für die kreisangehörigen Gemeinden und Städte)
  - zusätzlich in Bayern: Bayerischer Bezirketag (für die bayerischen Bezirke)
- in Österreich Österreichischer Städtebund (für die Städte und Großgemeinden) und Österreichischer Gemeindebund (für die 2.085 weiteren Gemeinden)
- in der Schweiz Schweizerischer Städteverband (für die Städte)
- in Südtirol: Südtiroler Gemeindenverband, Genossenschaft, seit 1954, Genossen sind alle Gemeinden und Bezirksgemeinschaften Südtirols

Unter kommunalen Spitzenverbänden versteht man die interkommunalen Zusammenschlüsse und Organisationen der deutschen Städte und Gemeinden auf Landes- und Bundesebene. Es handelt sich um freiwillige Zusammenschlüsse auf privatrechtlicher Basis. Die kommunalen Spitzenverbände vertreten die Interessen der Landkreise, Städte und Gemeinden gegenüber anderen politischen Akteuren und üben auf Landesregierungen und Bundesregierung einen maßgeblichen Einfluss aus. Die Verbände auf Bundesebene sind der Deutsche Städtetag, der etwa 3.600 Kommunen vertritt, der Deutsche Städte- und Gemeindebund, durch den mit 16 Landesverbänden ca. 13.000 kleine und mittlere Kommunen vertreten werden, und der Deutsche Landkreistag, der mit 295 Landkreisen in 13 Landesverbänden rund 74 % der Aufgabenträger sowie ca. 68 % der Bevölkerung und 96 % der Fläche der Bundesrepublik Deutschland repräsentiert.
In der am 19. Mai 1953 gegründeten Bundesvereinigung der kommunalen Spitzenverbände wird deren Arbeit koordiniert. Die Gründung der Bundesvereinigung hat ihre historischen Wurzeln in der seit 1927 institutionalisierten Zusammenarbeit zwischen den kommunalen Spitzenverbänden und der 1947 geschlossenen Kooperationsvereinbarung zwischen Deutschem Städtetag und Deutschem Landkreistag in der US-amerikanischen und britischen Besatzungszone. Die Bundesvereinigung selbst verfügt weder über einen eigenen Etat noch über eine Geschäftsstelle, die Federführung hat der Deutsche Städtetag übernommen.
Die kommunalen Spitzenverbände sind neben der Bundes- auch auf Landesebene organisiert. Sie finanzieren sich primär aus Mitgliedsbeiträgen oder über Umlagen und sind auf diese Weise unabhängig und eigenständig gegenüber staatlichen Weisungen. Dadurch gelingt es ihnen, eine entschiedene Interessenvertretung ihrer Mitglieder wahrzunehmen.
Trotz zahlreicher Vorstöße ist es den kommunalen Spitzenverbänden bislang nicht gelungen, verfassungsrechtlich ein qualifiziertes Anhörungsrecht oder gar gesetzgeberisches Mitgestaltungsrecht durch Ergänzung zum Grundgesetzartikel 28 zu verankern. Einzelne Bundesländer wie Bayern, Baden-Württemberg, Hessen, Sachsen, Thüringen und Brandenburg garantieren verfassungsrechtlich jedoch eine Teilhabe an Gesetzgebungsverfahren.
Die kommunalen Spitzenverbände in Hessen haben durch das „Gesetz über die Sicherung der kommunalen Selbstverwaltung bei der Gesetzgebung in Hessen (Beteiligungsgesetz)“ vom 23. Dezember 1999 die Möglichkeit, sich an der Ländergesetzgebung zu beteiligen, sofern diese die Belange der Gemeinden und Gemeindeverbände berührt. Ähnliche Gesetze gibt es auch in den anderen angeführten Bundesländern.
Weitere Außenfunktionen sind beratende und Anhörungs-Funktion bei Planungsvorhaben und kommunal relevanten Entscheidungen des Bundes und der Länder, ferner die Interessenvertretung der Mitglieder der Verbände gegenüber Bund und Ländern. Als weiteren großen Arbeitsbereich erfüllen die kommunalen Spitzenverbände Binnenfunktionen, z. B. die Organisation des Erfahrungsaustausches und Meinungsbildungsprozesses zwischen den Mitgliedern, sowie deren fachliche und juristische Beratung. Mit der Kommunalen Gemeinschaftsstelle für Verwaltungsmanagement (KGSt) wurde zudem ein Gremium geschaffen, welches mit Gutachten, Mustersatzungen, Internetservice und vielen weiteren Serviceleistungen eine umfangreiche Palette an Dienstleistungen für die Mitglieder der kommunalen Spitzenverbände bereithält, selbst jedoch nicht zu ihnen zählt. Ein wichtiges, dem Deutschen Städtetag nahestehendes Forschungsinstitut ist das Deutsche Institut für Urbanistik (difu).